# 카미엔나구라군

돌니실롱스크주 지도에 표시된 카미엔나구라군의 위치

카미엔나구라군(폴란드어: powiat kamiennogórski)은 폴란드 돌니실롱스크주에 위치한 군으로 면적은 396.13km2, 인구는 43,429명(2019년 6월 30일 기준), 인구 밀도는 110명/km2이다. 군청 소재지는 카미엔나구라이지만 카미엔나구라군에 속하지 않고 별도의 도시군으로 존재한다.
서쪽으로는 카르코노셰군, 북쪽으로는 야보르군, 동쪽으로는 바우브지흐군과 접하며 남쪽으로는 체코와 국경을 접한다. 4개 지방 자치체(1개 도시, 1개 도시형 농촌, 2개 농촌)를 관할한다.

군기
군 문장